# Hormisa orciferalis
Hormisa orciferalis là một loài bướm đêm trong họ Noctuidae.